# Robertiella robertiana
Geranium robertianum(sinónimo Robertiella robertiana) mais conhecida como Erva-de-São-Roberto,é uma espécie comum na Europa, Ásia, América do Norte, e Norte de África. Pode desenvolver-se até altitudes 1500 metros de altitude.É uma planta anual ou bienal, com pequenas flores de pétalas cor-de-rosa (com cerca de 1 cm de diâmetro). Floresce  de Abril até ao Outono. As folhas são semelhantes às dos fetos e por vezes avermelhadas, ficando por vezes vermelhas no fim da estação de floração.